# Doriane Bontemps
Pour les articles homonymes, voir Bontemps.
Doriane Bontemps, née le 19 février 1967, est une patineuse artistique française de danse sur glace. Avec son partenaire Charles Paliard, elle est médaillée de bronze aux mondiaux juniors de 1985.

## Biographie

### Carrière sportive
Doriane Bontemps pratique la danse sur glace de haut-niveau junior avec son partenaire Charles Paliard. Ils participent à trois mondiaux juniors : 1983 à Sarajevo, 1984 à Sapporo et 1985 à Colorado Springs où ils sont médaillés de bronze derrière les soviétiques Elena Krykanova / Ievgueni Platov et Svetlana Liapina / Georgi Sur.
Doriane Bontemps change de partenaire lorsqu'elle danse au niveau senior. Elle patine avec Amaury Dalongeville avec qui elle est deux fois 4e des championnats de France (1987 à Dijon et 1988 à Lyon). Elle n'est jamais sélectionnée par la fédération française des sports de glace pour participer aux championnats européens, aux mondiaux seniors et aux Jeux olympiques d'hiver.
Elle arrête les compétitions sportives après les championnats de France 1988.

### Reconversion
Doriane Bontemps fait sa scolarité à la cité scolaire Lacassagne de Lyon où elle passe son Baccalauréat B en 1987. Elle étudie ensuite au CREPS de Voiron où elle obtient en 1990 un BEES 2e degré en patinage.

### Vie privée
Depuis son mariage, le 3 août 1993, elle porte le nom de Doriane Mottet. Elle a deux enfants : Laura et Thomas.
Elle habite actuellement à Chaponnay dans le département du Rhône.

## Palmarès
Avec deux partenaires :
- Charles Paliard (3 saisons : 1982-1985)
- Amaury Dalongeville (2 saisons : 1986-1988)

| Compétitions principales      | 1983    | 1984    | 1985    |  | 1986    | 1987    | 1988    |  |  |  |  |  |  |  |
| Jeux olympiques d'hiver       |         |         |         |  |         |         |         |  |  |  |  |  |  |  |
| Championnats du monde         |         |         |         |  |         |         |         |  |  |  |  |  |  |  |
| Championnats d’Europe         |         |         |         |  |         |         |         |  |  |  |  |  |  |  |
| Championnats de France        |         |         |         |  |         | 4e      | 4e      |  |  |  |  |  |  |  |
| Championnats du monde juniors | 11e     | 6e      | 3e      |  |         |         |         |  |  |  |  |  |  |  |
|                               |         |         |         |  |         |         |         |  |  |  |  |  |  |  |
| Autre Compétition             | 1982/83 | 1983/84 | 1984/85 |  | 1985/86 | 1986/87 | 1987/88 |  |  |  |  |  |  |  |
| Skate Canada                  |         |         |         |  |         |         | 8e      |  |  |  |  |  |  |  |
|                               |         |         |         |  |         |         |         |  |  |  |  |  |  |  |